# Edvard Vecko
Edvard Vecko, slovenski namizni tenisač, * 29. oktober 1944, Hrastnik.
Vecko je na svetovnem prvenstvu leta 1969 v Münchnu osvojil bronasto medaljo na ekipni tekmi, na evropskih prvenstvih je osvojil po dve zlati in srebrni medalji ter eno bronasto medaljo. Leta 1968 je prejel Bloudkovo plaketo, leta 2013 je bil sprejet v Hram slovenskih športnih junakov.